# کامنیتسا (لوزنیتسا)
کامنیتسا (به صربی: Kamenica) یک منطقهٔ مسکونی در صربستان است که در لوزنیسا واقع شده‌است. کامنیتسا ۱۸۹ نفر جمعیت دارد.